# Sildenafil
Sildenafil (známější pod komerčním názvem Viagra) je prostředek používaný muži na erektilní dysfunkci (impotenci), vyvinutý farmaceutickou společností Pfizer. Jeho účinek spočívá v tom, že inhibuje fosfodiesterázu, jež by jinak rozkládala cyklický GMP. Cyklický GMP následně může stimulovat účinek oxidu dusnatého (NO), látky, která je schopná vyvolat erekci. Pod názvem Revatio se prodává také k léčbě vzácné plicní arteriální hypertenze.

## Historie
Sildenafil byl připraven pod kódovým označením UK-92480 skupinou chemiků ve výzkumném ústavu firmy Pfizer v anglickém Sandwichi. Nejprve byl studován jako možný lék na vysoký tlak a anginu pectoris a prošel klinickými testy. V první fázi těchto testů bylo prokázáno, že látka má nepatrné účinky v léčbě anginy pectoris. Podle tehdejšího šéfa vývoje společnosti Pfizer Johna LaMattina v červnu 1993 při kontrolách velškých horníků, kteří se účastnili testování nepříliš nadějné pilulky na rozšíření srdečních cév v rámci projektu UK 792480 zdravotní sestry zjistily, že leží na břichu, protože mají erekci penisu.
Další kroky ve firmě Pfizer ale byly přesto velmi váhavé. Chemik Daniel Brown si vymohl 150 tisíc liber na studii o pilulce na impotenci. Ještě týž rok v Británii, Francii, Norsku a Švédsku testovali pilulku, ke které pouštěli dobrovolníkům porno a speciálním zařízením měřili kvalitu erekce. Účinnost se potvrdila a mnozí dobrovolníci si přebytky ponechali. V roce 1996 Pfizer viagru patentoval, ale následovat musely klinické testy, aby doložily, že pilulka je účinná a bezpečná. V roce 1998 viagru schválil americký Úřad pro kontrolu potravin a léčiv (FDA). Viagra byla prvním produktem schváleným pro podporu erekce a prvním orálně podávaným přípravkem pro léčbu erektilní dysfunkce. V červnu 1998 byla Viagra legální pouze v Americe, Mexiku, Brazílii a Maroku, hitem však byla na černém trhu všude po světě.
Viagra měla vzápětí velký komerční úspěch. Viagra byla v květnu 1998 na titulní stránce magazínu Time. Kvůli obejití společenského tabu firma Pfizer v reklamě místo slova „impotence“ používala označení „erektilní dysfunkce“. Jako ambasadora pilulky najala firma Pfizer tehdy 75letého senátora a bývalého prezidentského kandidáta Boba Dolea. V roce 2002 se přidala fotbalová hvězda Pelé. V roce 2008 dosáhly podle magazínu Furtune tržby 2 miliardy amerických dolarů. V roce 2013 vypršel v Evropské unii patent na účinnou látku sildenafil a od té doby jej může kterýkoliv podnik vyrábět jako generikum.

### Alternativy
V roce 2003 americký regulátor FDA povolil prodej Levitry s účinnou látkou vardenafil hydrochlorid a téhož roku i Cialis s látkou tadalafil. V roce 2012 byla schválena Stendra s látkou avanafil. Preparát pro ženy se jménem Addyi od firmy Sprout Pharmaceuticals však neuspěl.

## Negativní účinky u plodů a novorozenců
V roce 2017 byl v Británii na krysách zkoumán vliv sildenafilu na vývoj dítěte v prenatálním stadiu. Studie naznačovala, že se zlepší tok krve v placentě, čímž se zlepší i vývoj plodu. V roce 2018 na to konto vznikly studie v Nizozemsku a Kanadě zkoumající tento vliv na těhotných ženách. V Holandsku se ho zúčastnilo 93 žen a 90 žen z kontrolní skupiny dostávalo placebo. Po porodu se ale u dětí žen dostávajících lék vyskytovaly obtíže s plícemi, u 17 dětí vážné a 11 z nich zemřelo. Způsobeny byly nesprávnou funkcí placenty. Výzkum Lékařského centra Amsterdam University tak byl okamžitě ukončen, stejně jako výzkum v Kanadě. V době ukončení existovala ještě skupina deseti až patnácti žen teprve čekající, jak ukončený výzkum ovlivní jejich plody. Deník The Guardian uvedl, že pravděpodobně došlo k přílišnému zvýšení tlaku dětí v plicích, čímž se do nich dostávalo málo kyslíku. Nic nenasvědčuje tomu, že došlo během výzkumu k lidskému pochybení a vedoucí výzkumu Wessel Ganzevoort jeho výsledku litoval a uvedl, že dosáhl pravého opaku, než byl záměr – zefektivnit růst plodu. Amsterodamská nemocnice potvrdila, že výzkum proběhl korektně, nicméně k tomu uvedla, že potvrdil, že sildenafil může být škodlivý pro dítě po narození a zvyšuje pravděpodobnost poruch plic či úmrtí po narození. Naopak žádné pozitivní dopady nalezeny nebyly.